# Svartkråka
Svartkråka (Corvus corone corone) är en fågel i familjen kråkfåglar. Den och gråkråka har tidvis behandlats som egna arter. Sedan juni 2025 kategoriserar dock BirdLife Sverige dem dock som en och samma art, kråka (Corvus corone).

## Utseende och fältkännetecken
Svartkråkan mäter cirka 48 centimeter, har ett vingspann på 84–100 centimeter och väger upp till 550 gram och är helt svart, lätt glänsande i violett. Vingarna och stjärten är grönaktigt purpurglänsande. På halsryggen är fjäderspolarna synliga. Ögonen hos juvenila kråkor är blåa. Kråkan har en vaggande gång. I fält kan svartkråkan vara mycket svår att särskilja från unga råkor.

## Utbredning och systematik
Svartkråkan förekommer i västra Europa, från södra Skottland och England och söderut till södra Iberiska halvön, Schweiz, Österrike och norra Italien, och så långt österut som till Elbe i Tyskland. Den är en stannfågel. I områden där svartkråka och gråkråka möts förekommer hybridisering.

### Förekomst i Sverige
Svartkråkan förekommer sällsynt som häckfågel i Sverige, främst i Skåne. Den observeras sällsynt över hela landet, främst i södra Sverige och på Västkusten, och mycket sällsynt norr om Dalarna.

### Artstatus
Tidvis har svartkråkan och gråkråkan (Corvus corone cornix) kategoriserats som egna arter. Svenska BirdLife Sverige behandlade dem traditionellt som en och samma art på grund av omfattande hybridisering. Båda tongivande världslistorna IOC och eBird/Clements övergick dock till att urskilja dem som olika arter. 2024 gjorde BirdLife Sveriges taxonomikommitté en omvärdering, dels för att anpassa sig till världslistorna, dels baserat på studier som visade att hybrinzonen är smal och plastisk hybridzon, att hybriderna har begränsad fitness samt förekomsten av ekologiska skillnader och lätesskillnader.
I juni 2025 lanserades den nya världslistan AviList, vars syfte är att förena de dominerande världslistorna till en. Där slås gråkråka och svartkråka ihop till en art igen i väntan på tydligare forskningsresultat. I dagsläget visar studier att det finns omfattande introgression av mitokondrie-DNA dem emellan, men även med halsbandskråka (Corvus torquatus). Det saknas också korrelation mellan skillnader i genom och dräkt. Vidare visar studier att olika gener liker bakom den helsvarta färgen hos de geografiskt vitt skilda populationerna av svartkråka. Eftersom BirdLife Sverige valt att ansluta sig till AviList i samband med dess lansering kategoriseras därför gråkråka och svartkråka återigen som samma art, kråka (C. corone).

## Ekologi
Svartkråkan är precis som många andra kråkfåglar social och läraktig. Den håller helst till i skogsdungar, men även i parker och trädgårdar i närheten av människor. Den har skarp syn, hörsel och luktsinne. Under förmiddagarna söker kråkan energiskt sin föda och letar igenom alla ställen där det kan finnas lämplig föda. Kråkan är allätare och har en mycket varierad kost. Den äter till exempel döda djurkroppar, sniglar, insekter, frukt, köksväxter, groende eller mogen säd, småfåglar, smärre däggdjur, fisk och fågelägg.
Mitt på dagen vilar den sig, men under eftermiddagen är den åter aktiv. Framåt kvällen samlas traktens kråkor och tillbringar natten i någon lund eller skog. Kråkan är mycket vaksam, särskilt om den är utsatt för förföljelse. Rovfåglar undgår sällan kråkornas uppmärksamhet och de är kända för att mobba rovfåglar genom att förfölja dem under höga skrik. När en kråka av denna anledning eller vid någon fara ger ifrån sig sitt läte samlas alla kråkor som finns inom hörhåll.

### Häckning

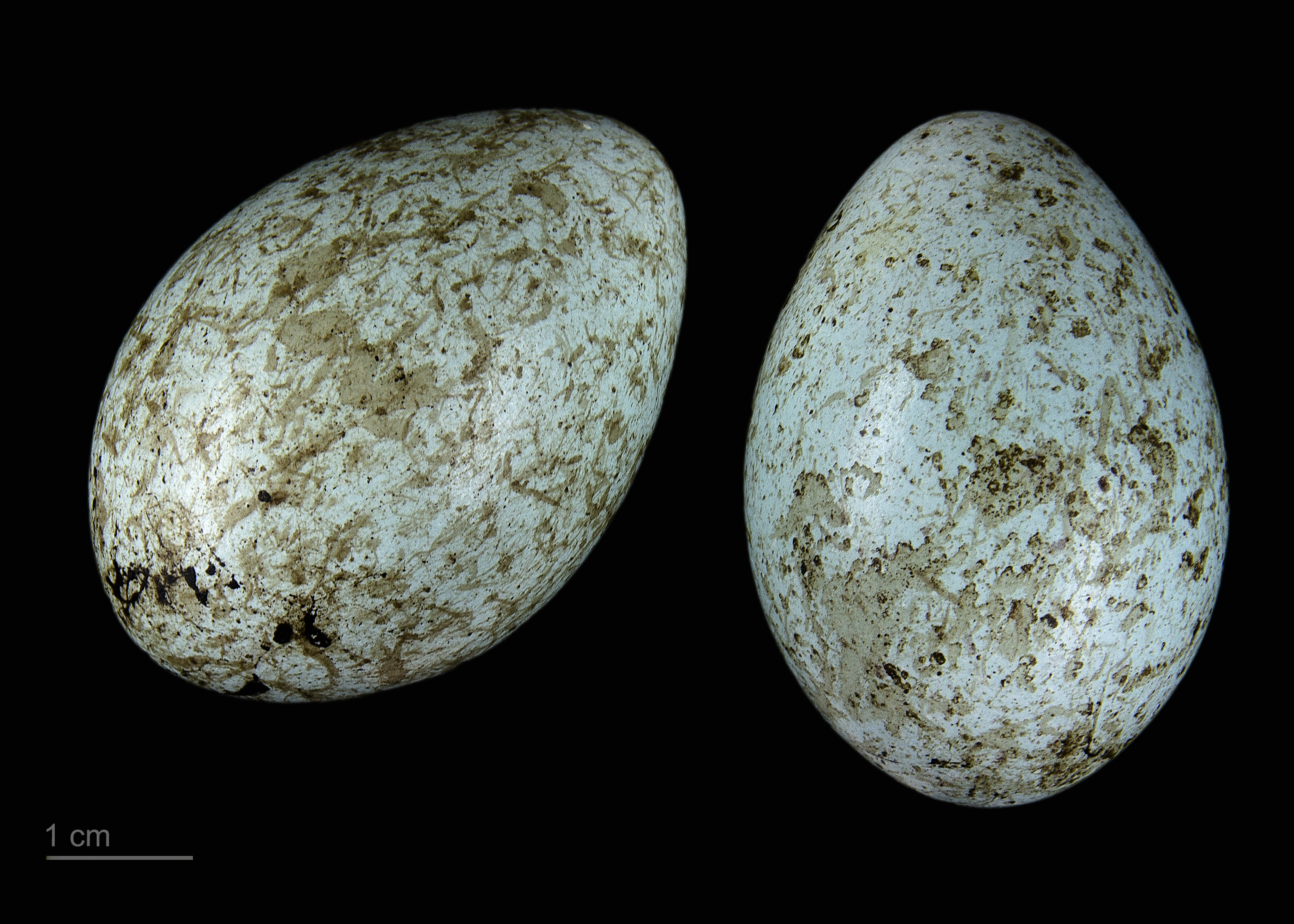
Ägg från svartkråkan.

Under häckningsperioden lever kråkorna parvis, vid andra tider av året ofta i flock. Kråkan bygger sitt bo i höga träd. Gamla bon repareras ofta och används på nytt. Underlaget består av torra kvistar. Ovanpå dessa läggs gräs, bastremsor, rötter med mera, därefter ett lager lera och innerst ull, hår, borst och andra mjuka fibrer. Äggen är tre till sex till antalet. De är gröngråa, fläckade med leverbrunt och askgrått. Honan ruvar ensam, men efter kläckningen vårdar båda föräldrarna ungarna. Ungarna matas även en tid efter att de lämnat boet, och äter då ofta direkt ur gapet på föräldrarna.

## Status och hot
Internationella naturvårdsunionen IUCN behandlar svartkråka och gråkråka som en och samma art och bedömer därför dess hotstatus samlat, som livskraftig.